# Larry Ewing
Larry Ewing es un programador estadounidense conocido especialmente por ser el creador de Tux, la mascota del núcleo Linux. También ha creado el logo de Ximian monkey y está involucrado en:
- F-Spot: un programa enfocado a "administrar todas tus necesidades con las fotografías digitales".
- GtkHTML: un renderizador y editor HTML usado en varios proyectos de Software Libre.
- Evolution: un programa de correo, calendario y gestor de contacto, todo en uno.
- GIMP: un programa de manipulación de imágenes.
- Gill: un renderizador experimental de SVG. Como proyecto lleva bastante tiempo abandonado.

Tux, creación de Larry Ewing.